# El Nasir FC
El Nasir Football Club w skrócie El Nasir FC – południowosudański klub piłkarski z siedzibą w Dżubie, występujący w pierwszej lidze południowosudańskiej.

## Sukcesy
- Puchar Sudanu Południowego[1]:
  - zwycięstwo (1): 2012.

## Występy w afrykańskich pucharach
| Sezon | Rozgrywki           | Runda   | Kraj     | Klub    | Dom | Wyjazd | Dwumecz |
| ----- | ------------------- | ------- | -------- | ------- | --- | ------ | ------- |
| 2013  | Puchar Konfederacji | wstępna | Tanzania | Azam FC | 0–5 | 1–3    | 1–8     |

## Stadion
Domowe mecze klub rozgrywa na stadionie o nazwie Juba Stadium w Dżubie, który może pomieścić 12000 widzów.